# Ильинский (погост, Александровский район)
Ильинский — погост на территории Александровского района Владимирской области России. Упразднён после 1926 года.

## История
Церковь в этом погосте существовала уже в начале XVII века, упоминается в 1628 году как «церковь святого пророка Илии под берёзами». Также имелась другая тёплая церковь в честь Покрова Пресвятой Богородицы, на месте которой в 1754 году построена новая деревянная церковь с тем же именем. В 1835 году вместо этих двух деревянных церквей построена одна каменная Покровская с приделами св. пророка Илии и Николая Чудотворца. При ней жили священник и псаломщик.
В списке 1857 года упоминается как погост Александровского уезда Владимирской губернии. По данным VIII ревизии 1835 года в нём проживало 9 человек (4 мужчины и 5 женщин), по данным IX ревизии 1850 года — 10 человек (5 мужчин и 5 женщин), по данным 1857 года — также 10 человек (5 мужчин и 5 женщин) в 3 дворах. По данным 1859 года — погост 2-го стана того же уезда при речке Ильинке, в 28 верстах от уездного города, с таким же количеством дворов и жителей.
По состоянию на 1905 год на погосте Тирибровской волости Александровского уезда проживало 19 человек в 4 дворах. По переписи 1926 года на погосте Ильинское Толмачёвского сельсовета той же волости в 2 крестьянских и 1 прочем дворе проживало 11 человек (5 мужчин, 6 женщин).